# Stazione di Sisteron
La stazione di Sisteron è una stazione ferroviaria posta lungo la linea Lione-Marsiglia (via Grenoble) che serve la cittadina francese di Sisteron, nel dipartimento delle Alpi dell'Alta Provenza.

## Storia
La stazione fu attiva il 25 novembre 1872 con l'apertura del troncone tra Volx e Sisteron. Rimase capolinea temporaneo sino al 1875 quando la linea fu prolungata sino a Veynes.

## Movimenti
La stazione è servita dai treni regionali TER PACA.